# La Tralla
El semanario La Tralla, subtitulado Sepmanari satírich ab ninots, fue una revista de carácter catalanista radical de aparición semanal que se editó en Barcelona durante las primeras décadas del siglo XX. 

## Historia
La Tralla apareció el 31 de octubre de 1903 bajo la dirección de Domènec Fornés y contó como redactores como Marcel Riu, Josep Maria Folch o Pelegrí Llangort. Sufrió numerosas denuncias por la dureza y mordacidad de sus chistes y artículos y fue clausurado por las autoridades el 18 de enero de 1907, dos años antes de la Semana Trágica. Algunos de sus redactores fueron encarcelados y durante un tiempo se editó una publicación disidente denominada La Tralla del Carretero.
Apareció con el nombre de Metralla del 16 de febrero de 1907 a julio del 1909. Nuevamente clausurado, volvió a salir entre el 13 de mayo de 1922 y el 11 de septiembre de 1923, cuando fue nuevamente clausurada por orden del dictador Miguel Primo de Rivera.
Entre los numerosos colaboradores de la revista, podemos nombrar a Joan Mallos, Lluís Mandáis, Juan Llorens, Vicenç Albert Ballester, Peregrino Llangort, Agustí Pedret, Pere B. Tarragó, Joan Delclòs, Joan Jaumandreu, Vicenç Caldés, Eugenio Xammar, Pere Flo e Islas, Josep Fontcuberta, Josep Batista, J. Morera Soler, Joan B. Alsina, Domènec Martí i Julià, Miquel Balmas, R. Valls, Carles Costa, Rossend Llurba, Ramon Casals, Jaume Carbonell, Lluís Fàbrega Amat, Pere Salom i Morera, Casimir Giralt, J. López, Valentí Ventura, Maria Pellicer, A. Isart Bula, Joan B. Alemany i Borràs, Amfòs Sans, Alexandre Bulart, Pere Manén y Lluís Tió.